# Хинрикс, Ларс
Ларс Хинрикс (нем. Lars Hinrichs; 18 декабря 1976, Гамбург) — немецкий предприниматель, основатель социальной сети XING.

## Биография
В 2003 году основал социальную сеть XING для поиска деловых контактов, которой к 2011 году пользовалось более 10 миллионов человек.
С 2009 года являлся почетным членом немецкого комитета ЮНИСЕФ. В 2009 году покинул должность генерального директора и вошел в совет директоров. В ноябре того же года продал Hubert Burda Media свою долю компании XING. Женат, отец двоих детей.